# Gudauta flygbas
Gudauta flygbas är en flygbas belägen nära Gudauta i den autonoma republiken Abchazien i Georgien. Flygbasen används enbart i militärt syfte. Den är belägen på 24 meters höjd, och har en landningsbana i betong.